# سيكورسكي سي إتش-124 سي كينغ
سيكورسكي سي إتش-124 سي كينغ (بالإنجليزية: Sikorsky CH-124 Sea King) هي مروحية متعددة الأغراض أنتجت في كندا. من صناعة سيكورسكي للطائرات. تستخدم بشكل أساسي من قبل القوات المسلحة الكندية. كان أول طيران لها في 1963. ومازالت في الخدمة حتى الآن. صنع منها 41 طائرة.

## المستخدمون
- القوات المسلحة الكندية
- البحرية الملكية الكندية
- سلاح الجو الملكي الكندي

## وصلات خارجية
- الموقع الرسمي

- Canadian Forces official CH-124 Sea King website نسخة محفوظة 22 يناير 2016 على موقع واي باك مشين.
- UK Defence Industries Site نسخة محفوظة 18 يناير 2008 على موقع واي باك مشين.
- The Sea King Timeline, CBC News, July 31, 2013